# Entorrhiza parvula
Entorrhiza parvula är en svampart som beskrevs av Vánky 1992. Entorrhiza parvula ingår i släktet Entorrhiza och familjen Entorrhizaceae.   Inga underarter finns listade i Catalogue of Life.